# Sally Jones
Sally Jones est un roman suédois écrit par Jakob Wegelius, qui parait le 8 juin 2016 en France Métropolitaine. Il est édité par Thierry Magnier et Gallimard Jeunesse.

## Résumé
Sally Jones est une gorille qui arrive à communiquer avec les humains, à lire et écrire comme eux.
Elle est une mécanicienne hors-pair et écume les mers, accompagné de son ami et chef Henri Koskela. Lorsque celui-ci est accusé de meurtre puis emprisonné, elle va tout tenter afin de l'innocenter, entreprenant un périple qui va l'emmener loin de son Portugal natal…

## Réception

### Critique
Le livre est majoritairement très bien reçu par la critique, ainsi que par la presse : La Croix parle ainsi de « roman comme on en lit peu, qui emporte tout sur son passage, puissant, haletant, vibrant et vraiment original. Il est en outre magnifiquement illustré par son auteur. Impossible de le lâcher avant la fin. »
Pour le site Ricochet, « l'auteur suédois signe un roman d'aventure captivant aux multiples rebondissements. »

### Récompenses
Le livre est lauréat du prix Sorcières et du prix August (2014).